# 施拉登 (勃兰登堡州)
施拉登（德語：Schraden）是德国勃兰登堡州易北-埃尔斯特县的一个市镇，总面积为16.49平方千米，2019年12月31日总人口501人。